# Меналлен Тауншип (округ Фаєтт, Пенсільванія)
Меналлен Тауншип (англ. Menallen Township) — селище (англ. township) в США, в окрузі Файєтт штату Пенсільванія. Населення — 4098 осіб (2020).

## Демографія
Згідно з переписом 2010 року, у селищі мешкало 4205 осіб у 1751 домогосподарстві у складі 1208 родин. Було 1937 помешкань
Расовий склад населення:
| - 95,1 % — білих - 3,2 % — чорних або афроамериканців - 0,1 % — азіатів |

До двох чи більше рас належало 1,6 %. Частка іспаномовних становила 0,2 % від усіх жителів.
За віковим діапазоном населення розподілялося таким чином: 21,2 % — особи молодші 18 років, 60,9 % — особи у віці 18—64 років, 17,9 % — особи у віці 65 років та старші. Медіана віку мешканця становила 43,7 року. На 100 осіб жіночої статі у селищі припадало 89,8 чоловіків;  на 100 жінок у віці від 18 років та старших — 89,9 чоловіків також старших 18 років.
Середній дохід на одне домашнє господарство  становив 58 916 доларів США (медіана — 45 788), а середній дохід на одну сім'ю — 67 215 доларів (медіана — 57 143). Медіана доходів становила 50 066 доларів для чоловіків та 38 036 доларів для жінок. За межею бідності перебувало 14,6 % осіб, у тому числі 24,8 % дітей у віці до 18 років та 10,5 % осіб у віці 65 років та старших.
Цивільне працевлаштоване населення становило 1678 осіб. Основні галузі зайнятості: освіта, охорона здоров'я та соціальна допомога — 30,2 %, виробництво — 10,1 %, науковці, спеціалісти, менеджери — 8,8 %, будівництво — 8,3 %.